# Zwitserse Bondsraadsverkiezingen 2007
In Zwitserland kozen op 12 december 2007 de Nationale Raad en de Kantonsraad tijdens een gezamenlijke zitting (Bondsvergadering) een nieuwe Bondsraad (regering) voor de periode 2008-2012. Daarnaast werd er een nieuwe bondskanselier gekozen.
Alle zeven zittende Bondsraadsleden hadden zich kandidaat gesteld. Met uitzondering van de rechts-populistische Christoph Blocher (Zwitserse Volkspartij), werden de overige zes Bondsraadsleden herkozen. Het feit dat Blocher niet werd herkozen - een zeldzaamheid in de Zwitserse politiek (laatstelijk in 2003 - kwam doordat zijn voornaamste tegenkandidate, Eveline Widmer-Schlumpf (ook van de SVP) zich de Bondsvergadering kon verzekeren van de stemmen van de centrumlinkse partijen Christendemocratische Volkspartij, Sociaaldemocratische Partij van Zwitserland en de Groene Partij van Zwitserland.

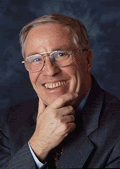
Christoph Blocher (SVP) werd als enige Bondsraadslid niet herkozen.

## Overzicht (her)verkiezing
12 december 2007
| naam                | partij          | departement                                              | status                      | stemronde | opmerkingen                                           |
| ------------------- | --------------- | -------------------------------------------------------- | --------------------------- | --------- | ----------------------------------------------------- |
| Moritz Leuenberger  | SP/PS           | Departement van Milieu, Verkeer, Energie en Communicatie | herkozen met 157 stemmen    | 1         | de SVP-leden onthielden zich van stemming             |
| Pascal Couchepin    | FDP/PRL/PLR/PLD | Departement van Binnenlandse Zaken                       | herkozen met 205 stemmen    | 1         |                                                       |
| Samuel Schmid       | SVP/UDC/PPS     | Departement van Defensie, Volksverdediging en Sport      | herkozen met 201 stemmen    | 1         |                                                       |
| Micheline Calmy-Rey | SP/PS           | Departement van Buitenlandse Zaken                       | herkozen met 153 stemmen    | 1         | de meeste SVP-leden onthielden zich van stemming      |
| Christoph Blocher   | SVP/UDC/PPS     | Departement van Justitie en Politie                      | niet herkozen (115 stemmen) | 2         | tegenkandidaat: Eveline Widmer-Schlumpf (125 stemmen) |
| Hans-Rudolf Merz    | FDP/PRL/PLR/PLD | Departement van Financiën                                | herkozen met 213 stemmen    | 1         |                                                       |
| Doris Leuthard      | CVP/PDC/PPD/PCD | Departement van Economische Zaken                        | herkozen met 160 stemmen    | 1         | de SVP-leden onthielden zich van stemming             |

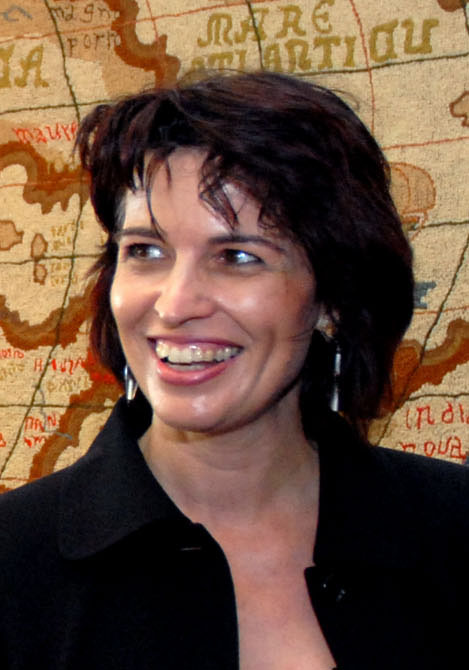
Doris Leuthard (CVP), sinds 2006 Bondsraadslid, werd net als zes andere collega's herkozen

Nog dezelfde dag werden de zeven bondsraadsleden beëdigd.
Omdat Blocher (SVP) niet werd herkozen verklaarde hij de SVP tot oppositiepartij. Zijn toenmalige partijgenoten Schmid en Widmer-Schlumpf aanvaardden hun verkiezing in de Bondsraad. De SVP heeft stappen ondernomen om hen uit de partij te sluiten. Uiteindelijk trad Schmid alsnog af per 31 december 2008, officieel om gezondheidsredenen.
Na de verkiezing van de Bondsraad koos de Bondsvergadering voor het jaar 2008 de bondspresident en diens plaatsvervanger (vicepresident). Tot bondspresident koos het parlement zittend vicepresident Pascal Couchepin (FDP) en tot vicepresident werd Hans-Rudolf Merz (FDP) gekozen.

## Verkiezing nieuweBondskanselier
Bondskanselier mevr. Annemarie Hubert-Hotz (Vrijzinnig Democratische Partij) gaf voor de verkiezingen aan te zullen terugtreden. Er waren drie serieuze kandidaten om Annemarie Huber-Hotz op te volgen:
- Corina Casanova (CVP)
- Nathalie Falcone (SVP)
- Michael Seiler (FDP)

Cornia Casanova werd tijdens de eerste stemronde met 124 stemmen door de Bondsvergadering gekozen.